# Rilu
Rilu (nep. रिलु) – gaun wikas samiti w zachodniej części Nepalu w strefie Seti w dystrykcie Bajhang. Według nepalskiego spisu powszechnego z 2011 roku liczył on 819 gospodarstw domowych i 5340 mieszkańców (2707 kobiet i 2633 mężczyzn).